# Tinzawatène
Tinzawatène is een gemeente (commune) in de regio Kidal in Mali. De gemeente telt 2400 inwoners (2009).